# Sacred Journey of KuKai Vol. 3
Sacred Journey of KuKai Vol. 3 – album japońskiego wykonawcy Kitarō. Wydany 25 września 2007 roku.

## Lista utworów
1. "Sky and Ocean" - 8:56
2. "Crystal Winds" - 6:16
3. "After the Rain" - 7:30
4. "Sacred Fountain" - 7:00
5. "Winds Blow Over the Hill" - 6:29
6. "Into the Forest" - 5:42
7. "Voice in Blue" - 8:01
8. "Circle Dance" - 10.51